# Ennius Quirinus Visconti
Pour les articles homonymes, voir Visconti.
Ennio Quirino, dit Ennius-Quirinus Visconti (30 octobre 1751 à Rome - 7 février 1818 à Paris), est un archéologue et historien de l'art d'origine italienne. Sous le Premier Empire, il exerce comme conservateur des antiquités au musée du Louvre.

## Biographie

### Enfance et formation
Né à Rome en 1751, Ennio Quirino Visconti est le fils de Giovanni Battista Visconti (1722-1784), archéologue, préfet pontifical pour les antiquités et parmi les fondateurs du Musée du Vatican.
Le « goût des vers » domine Ennio Quirino toute sa jeunesse. Il s'occupe à la traduction des auteurs classiques grecs (Euripide, Pindare) et à la production d'œuvres personnelles : louanges (telles celles qu'il écrivit à l'occasion de la visite de Joseph II à Rome en 1769 qu'il composa en grec, latin et italien), sonnets et autres petits poèmes.
Son père, qui vise pour lui le cardinalat, le pousse à étudier le droit. Ennio Quirino est reçu docteur en droit canonique et en droit romain le 7 août 1771. Peu de temps après, le Pape l'agrége au nombre de ses camériers d'honneur et le nomme sous-bibliothécaire du Vatican (1771).
Déjà épris de sa future femme, Ennio Quirino refuse néanmoins de s'engager dans les « ordres sacrés » et entre ainsi en opposition avec son père[réf. nécessaire]. Le Pape, pour favoriser les vues de Giovanni Battista, retire à Ennio Quirino le titre de sous-bibliothécaire et supprime les deux pensions qu'il touchait sur différents revenus de l'état. Le jeune homme peut néanmoins compter sur le soutien de son ami ami Sigismond Chigi, qui le désigne comme son bibliothécaire, le loge dans son palais, le nourrit et lui octroie un secrétaire afin qu'il puisse poursuivre ses travaux.

### Débuts comme conservateur des antiquités à Rome (1778-1798)
Ennio Quirino est rappelé en 1778 par son père pour l'assister dans la composition des textes du catalogue du Musée Pio-Clementino[réf. nécessaire]. Le premier volume est publié en 1782. Giovanni Battista Visconti décède en 1784 : Ennio Quirino prend sa suite comme conservateur du musée Pio-Clementino l'année même[réf. nécessaire] et poursuit la publication des cinq volumes suivant du catalogue du musée. En 1787, il est nommé du musée du Capitole à Rome[réf. nécessaire].

### Consul et ministre de la République romaine (1798)
Suite à l'invasion française des États pontificaux, en février 1798, Visconti devient l'un des cinq consuls de l'éphémère République romaine[réf. nécessaire].

Cet épisode fait suite à la mort du général Duphot de l'ambassade de France, tué lors une rixe. En représailles, les troupes françaises, dirigées par général Berthier, envahissent les États pontificaux et s'emparent de Rome le 11 février 1798 (23 pluviôse an VI).

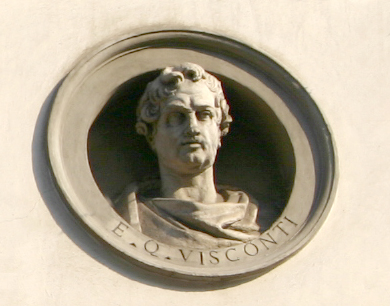
Détail d'une façade du Palazzo Brentani à Milan.

Berthier convoque plusieurs notables romains, dont Visconti, et nomme ce dernier ministre de l'Intérieur de la République romaine. Le savant remplit pendant deux mois ces fonctions politiques.
Lorsque des commissaires de la première République française veulent instituer à Rome un consulat, Visconti est choisi pour être un des cinq membres de ce nouveau gouvernement.
Au bout de sept mois, de nouveaux commissaires français nomment de nouveaux consuls, à la suite des démissions de quatre d'entre eux, dont Visconti qui retourne à ses travaux.
Fin novembre 1798, une armée napolitaine s'empare de Rome. Visconti, accompagné de sa famille, se réfugie à Pérouse. La contre-offensive française, menée par Championnet, lui permet de rentrer chez lui après vingt-six jours d'absence.
Un an plus tard, en novembre 1799, une autre armée napolitaine envahit à nouveau Rome. Visconti s'enfuit et rejoint Civitavecchia, où il affrète, avec d'autres fugitifs un bateau pour les transporter en France. Le navire est abordé par une frégate russe, qui les reconduit à Civitavecchia. Grâce à la protection d'un commodore britannique, Visconti parvient finalement à poursuivre son voyage et atteint Marseille.

### Conservateur du musée du Louvre (à partir de 1799)
À peine arrivé en France, Visconti reçoit un brevet, daté du 18 décembre 1799, qui le place au nombre des administrateurs du nouveau Musée des antiques et des tableaux alors en formation au Louvre[réf. nécessaire].
Cet emploi n'étant accompagné que d'une faible rétribution, le ministre de l'Intérieur, M. François de Neufchâteau, charge le chef du bureau des beaux-arts, de trouver un moyen d'attribuer à l'ancien conservateur du Musée du Capitole des honoraires dignes de son mérite[réf. nécessaire]. Amaury Duval propose alors de nommer Visconti professeur d'archéologie auprès du Musée. Sa piètre connaissance de la langue française le fait néanmoins dispenser du soin de professer.
Dès son arrivée à Paris, Visconti s'occupe de la muséographie du Musée des antiques, dont les collections viennent de s'augmenter des nombreuses saisies réalisées à l'étranger par les troupes françaises. Suite au traité de Tolentino, les chefs-d'œuvre des musées du Vatican transitent vers Paris.
À la fin de l'année 1803, Vivant Denon est nommé directeur général du Musée, et Visconti est officiellement confirmé comme conservateur des antiques.
L'Institut de France nomme le 28 janvier 1803 Visconti à la classe des beaux-arts, dans la section de peinture[réf. nécessaire]. L'année suivant, le 20 juillet, il intègre la classe d'histoire et de littérature ancienne (ancienne Académie des inscriptions et belles-lettres).
En 1804, Napoléon Ier lui demanda de rassembler grand nombre de portraits d'hommes illustres, grecs et romains, pour en former une collection. Sur-le-champ fut ordonnée l'exécution aux frais du gouvernement de l'Iconographie grecque et romaine. L'Iconographie grecque, a été publiée en trois volumes, tous sous la date de 1808. Le premier volume de l'Iconographie romaine a été donné en 1817, peu de temps avant la mort de l'auteur.
En récompense de ses services, Napoléon Ier fait Visconti Chevalier de l'Empire le 2 juillet 1808, Chevalier de la Légion d'honneur et Chevalier de l'Ordre de la Réunion.

### Dernières années et décès (1814-1818)
Fin 1814, Visconti est naturalisé français. Cette naturalisation est publiée dans  le Bulletin des lois d'avril 1815 :

« (N° 660.) Ordonnance du Roi qui accorde des Lettres de déclaration de « naturalité » (le 13 décembre 1814), Au Sieur Ennius Quirinus Visconti, chevalier de la Légion d'honneur et de l'Ordre de la Réunion, antiquaire et conservateur du Musée royal du Louvre, et membre de l'Institut de France, né à Rome »

À partir de 1816, Visconti souffre d'une maladie organique et perd progressivement la mobilité d'une de ses mains[réf. nécessaire]. Il expire le 7 février 1818 après de longues souffrances et est inhumé le surlendemain au cimetière du Père-Lachaise en présence d'une assemblée internationale. 

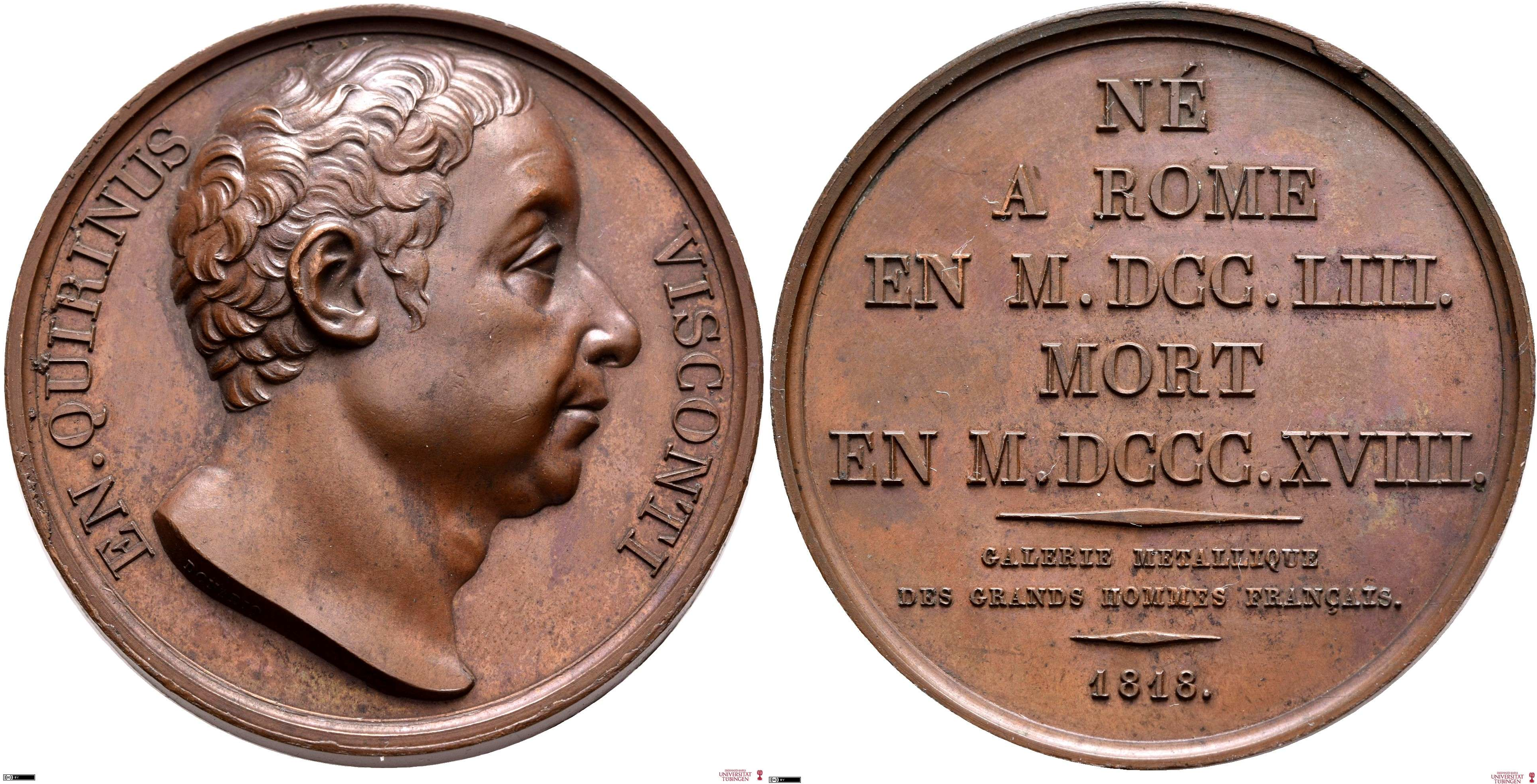
Médaille Ennio Quirino Visconti 1818

## Vie privée
La famille Visconti descendrait d'un fils naturel de Barnabé Visconti, noble du XIIIe siècle[réf. nécessaire].
Ennio Quirino Visconti épouse le 3 février 1785 Angela Theresa Doria (✝ 28 août 1831 - Paris, au Cimetière du Père-Lachaise). De ce mariage naissent plusieurs enfants dont : 
- Sigismond (né le 13 novembre 1785 au palais Chigi - Rome) qui embrasse la carrière d'écrivain ;
- Louis (11 février 1791, à Rome ✝ 23 décembre 1853, à Paris) qui devient un important architecte en France
- Agostino (16 décembre 1792 - Rome ✝ 1793) ;

Le couple a aussi eu un autre fils.

## Apport à l'histoire de l'art antique
À partir de sa nomination au musée Pio Clementino, et jusqu'à la fin de sa vie, Ennio Quirino Visconti a publié une multitude d'écrits qui ont autant contribué à l'avancée de l'archéologie qu'à la célébrité de leur auteur.
À la suite de la découverte du tombeau des Scipions, il rédige Monumenti degli Scipioni où il offre des recherches curieuses sur la langue et l'orthographe latines des temps anciens, motivées par l'inscription du tombeau de Scipion Barbatus, consul l'an 456 de Rome.
Les cippes, des vases, des tables de marbre, rassemblées dans la collection d'antiquités formée par Thomas Jenkins furent une nouvelle occasion pour Visconti d'exercer son art et partager sa connaissance en expliquant tous les objets d'art, en rétablissant et en interprétant toutes les inscriptions.
Le quatrième volume du Musée Pio-Clémentin, parut en 1788, devint une référence des productions de ce genre : tous les dieux et tous les héros y furent nettement reconnus, les restaurations et les dénominations trompeuses mises à l'écart.
En 1788, il fait paraître une Dissertation au sujet d'un bas-relief transporté d'Athènes en Angleterre, représentant Jupiter et Minerve qui reçoivent les hommages d'une foule d'Athéniens (elle fut imprimée à Londres, dans le Muséum Worstlianum),
La tête en marbre, casquée, trouvée en 1772 dans les fouilles de la Villa Adriana, donna naissance à une des découvertes les plus « piquantes » de Visconti. Il la compara à celles de plusieurs figures plus ou moins altérées par le temps, qui sont toutes des copies d'un même original et s'aperçut qu'elles étaient semblables, les unes et les autres, à celles de la figure principale d'un groupe exposé sur une place de Rome, appelé Pasquino, composition dont on n'avait jamais reconnu le sujet, à cause des mutilations du marbre.
Les parties saines de chacune des figures subsistantes en divers lieux, et notamment d'un groupe conservé à Florence, expliquèrent les parties frustes des autres fragments, et dans le groupe mutilé du Pasquin, si souvent confident des mordantes satires du peuple de Rome contre les grands, se retrouva Ménélas soulevant, au milieu des guerriers troyens, le corps mort de Patrocle. En recomposant ce groupe, selon les conseils de Visconti, grâce au moulage des plus belles parties existantes à Rome et à Florence, on le reconstitua en entier dans sa forme originale, on y reconnut une des productions les plus énergiques et les plus achevées de la sculpture antique.
Un grand camée, de belle facture, représentant le buste de Jupiter, l'épaule gauche couverte d'une portion de cuirasse, la tête ceinte de laurier, et que le chevalier Zulian, noble vénitien, avait acquis à Smyrne, devint l'occasion d'une dissertation aussi curieuse que savante. Visconti y reconnut Jupiter Ægiocus (ou armé de l'égide), sujet extrêmement rare. Ce savant, généralement très méfiant lorsqu'il s'agit de remonter aux origines de la mythologie, et de développer le sens des mythes primitifs, fut entraîné dans cette occasion par la grandeur d'une image poétique, et par l'évidence de la signification : il démontra que, dans le langage énigmatique de l'antiquité, l'égide de Jupiter était le fracas des tempêtes par lesquelles ce dieu épouvante les mortels, et que l'égide ou la cuirasse bruyante, forgée par Vulcain avec des plaques d'airain était une imitation de cette égide naturelle, un emblème des orages qui obscurcissent les airs, et des sifflements qui accompagnent la pluie et le tonnerre.
Les deux inscriptions grecques de Triopium, dites les Marbres triopéens, lui offrirent une nouvelle occasion d'exercer son érudition et sa critique en rétablissant et expliquant les-dites inscriptions. Ces marbres, découverts au commencement du XVIIe siècle, sous le pontificat de Paul V, achetés à cette époque par le cardinal Scipione Borghese, furent publiés une quinzaine de fois entre 1607 et 1773. Commentés par Casaubon[Lequel ?], Saumaise, Maittaire, Brunk entre autres, les marbres venaient d'être mis honorablement en lumière en 1793, par le prince Marc-Antoine Borghese, dans sa Villa Pinciana.
En 1794, il publie ses observations sur les peintures d'un beau vase grec trouvé dans la Campanie, et appartenant au prince Stanisłas Auguste Poniatowski puis en 1796 sa lettre au cardinal Étienne Borgia, sur la Tessère de spectacles de la ville de Velletri, déjà illustrée par l'abbé Sestini (it).
Un Institut fut établi à Rome, eu 1798, et Visconti, alors consul, y lut une dissertation en forme de lettre, adressée à l'illustre Zoega, qui en était membre. Cette dissertation avait trait à deux monuments relatifs à Antonia, fille de Marc Antoine et mère de Germanicus. L'un était une médaille de plomb, qu'il crut reconnaître pour une Tessère, ou jeton, donnant droit à l'entrée d'une cérémonie funèbre, célébrée à Velletri, en l'honneur d'Antonia. L'autre était une inscription grecque, sur un temple consacré à Vénus, près des bains de Sinuesse. Il traduisit cette inscription en prose latine et en vers italiens, et l'accompagna d'un commentaire linguistique. Il détermina aussi l'auteur de l'inscription (Marcus Pompeius Theophanes). Cet écrit, daté de l'an VI, fut imprimé à Rome, en l'an VII (in-4°).
Après son arrivée à Paris, son premier travail fut la composition du Catalogue descriptif et explicatif des richesses exposées au Musée des antiques (livret du Musée), publié en 1801. Les éditions de ce catalogue se sont multipliées, toujours avec quelques additions, la dernière, donnée en 1817, sous le titre de Description des antiques du Musée royal, et composée après l'enlèvement des objets réclamés par différentes puissances, devint le modèle à tout livret de musée publié dans l'avenir.
Eu 1802 il fit paraître une Description des vases peints du Musée, puis en 1803, Explication de la tapisserie de la reine Mathilde (que l'Empereur avait fait venir à Paris depuis Bayeux à des fins de propagande contre l'Angleterre qu'il projetait d'envahir).

## Implication dans la vente des marbres du Parthénon
Le moment le plus glorieux de la vie de Visconti est celui où il fut appelé à Londres, pour mettre un prix aux sculptures du Parthénon, enlevées d'Athènes par Lord Elgin, et transportées en Angleterre en 1815. Ces sculptures étaient les précieux et uniques restes des productions de Phidias et de ses disciples. D'après le vœu du parlement, Visconti fut appelé en Angleterre, et invité à prononcer sur leur valeur archéologique. Du mérite des monuments, il fut d'avis que le ciseau de Phidias avait touché aux bornes de l'art ; et il avoua cependant que des artistes postérieurs à ce maître, tels que Pasitélès et Cléomènes[Lequel ?], avaient ajouté à leurs ouvrages de nouvelles finesses ; quant à leur valeur pécuniaire, il prit pour base de son évaluation la somme déboursée par lord Elgin, et fixa l'indemnité à la rentrée du capital. De retour en France, Visconti publia ses observations sur les sculptures qu'il venait d'apprécier dans son Mémoire sur des ouvrages de sculpture du Parthénon et de quelques édifices de l'Acropole à Athènes, et sur une épigramme grecque, etc. (Paris, Dufart, 1818, in - 8°). Il y démontra que l'ensemble des bas-reliefs du Parthénon représentait la marche sacrée des Panathénées. Chaque groupe de cette longue série reçut son explication. Il distingua également les figures qui enrichissaient les deux [fronton]s du temple par leurs caractères mythologiques : à l'est Du côté, était représentée la naissance de Minerve, à l'ouest, sa dispute avec Neptune. Il fut enfin reconnu que toutes ces figures des frontons étaient en ronde-bosse et l'usage général des Grecs d'orner de cette manière les frontons se trouva définitivement constaté. Ce brillant ouvrage fut le dernier éclat d'un flambeau qui s'éteignait.

## Écrits et publications
- Traduction de la Langue grecque en vers italiens d'Hécube d'Euripide (Rome, 1765 : il n'a que 14 ans) ;
- Traduction des Olympiques de Pindare (non parue) et :
Réflexion sur l'art de traduire Pindare dans le Nuovo giornale de Letterati d'Italia (Modena ; Mem., tome II, page 27)
- Texte joint par Francesco Piranesi aux gravures du Temple de l'Honneur et de la Vertu (1780) ;
- Monumenti degli Scipioni (1780) dans l'Anthologie romaine, réimprimé, avec des additions, par Francesco Piranesi, en 1780, à la tête des gravures du tombeau des Scipions ;
- Monumenti scritti del museo del signor Tommaso Jenkins, Rome, 1787, in-8° ;
- Musée Pio-Clementino (tome I : 1782, tome II : 1784, tome III : 1790, tome IV : 1788, tome V : 1796, tome VI : 1792, tome VII (composé à Paris et publié à Rome) : 1807)
- Osservazioni su due musaici antichi istioriati (Parme, 1788, in-8° ;
- Osservazioni sopra un antico Cammeo, rappresentante Giove Egioco, Padoue, 1793, in-4°.
- Lettera su di un' antica argenteria nuovmente scoperta in Roma, a S. E. R.Monsign delia Somaglia (lettre sur la toilette en argent d'une dame romaine), Rome, 1793, in-4°. ;
- Iscrizioni greche Triopee, ora Borghesiane, con versioni, etc., Rome, 1794 (in-fol, 104 pages) ;
- Pitture di un antico vaso fittile, trovato nella Magna-Grecia, ed appartenente a S. A. il sig. principe Stanislao Poniatowski, Rome, 1794 (in-fol.) ;
- Lettere su d'un antico piombo Veliterno, etc., Rome, 1796 (in-4°) ;
- Monumenti Gabini della villa Pinciana, descritti da Ennio, etc., Rome, 1797 (in-8°) ;
- Iconographie grecque (1811, 3 tomes) ;
- Ier volume de l'Iconographie romaine (4 vol., 1817–26), terminée par Antoine Mongez.
- Notice sommaire des deux zodiaques de Tentyra, 8 mai 1801. Cette notice a été publiée par Larcher[Lequel ?], dans le second volume de la seconde édition de sa traduction d'Hérodote (pag. 567) ;
- Notice critique sur les sculpteurs grecs qui ont porté le nom de Cléomènes, dans la Décade philosophique, an X (1802). Cet ouvrage a principalement pour objet de prouver qu'il y a eu deux statuaires grecs nommés Cléomènes, et que la statue de Vénus, dite de Médicis, est vraisemblablement un ouvrage de Cléomènes, Athénien, fils d'Apollodore[Lequel ?], qui vivait vers la fin du Ve siècle de Rome, de la 145e à la 147e olympiade (IIe siècle av. J.-C.) ;
- Notice d'une statue égyptienne qui se voit à Saint-Cloud (Mag. encyci., VIIIe année, 1803), où il s'attache à prouver que cette statue représente un génie ;
- Lettre à M. Denon sur le costume des statues antiques, dans la Décade philosophique, an XII, 1804), ouvrage où il prouve que les statuaires grecs ne se soumettaient pas, pour les images des dieux, où celles des héros, à la véracité chronologique ;
- Explication d'un bas-relief en l'honneur d'Alexandre le Grand, insérée par M. de Sainte-Croix dans la seconde édition de son Examen critique des anciens historiens d'Alexandre, 1804 (pag. 777) ;
- Notices composées en latin, sur les Heroica de Philostrate, publiées par M. Boissonade dans sa savante édition de cet ouvrage (1806), et jointes à celles dont il l'a lui-même enrichie (pag. 292, 378, 460) ;
- Notices des tomes III et IV du Musée français, recueil complet des tableaux, statues et bas-reliefs, qui composent la collection nationale, avec l'explication des sujets, et des discours historiques sur la peinture, la sculpture et la gravure sous la direction de Robillard-Péronville et Pierre-François Laurent, Paris, Louis-Étienne Herhan, 1807-1809 ;
- Lettre sur quelques monuments des peuples américains, adressée à M. de Humboldt (12 décembre 1812). Cette lettre, relative à la position des pieds des figures de femmes représentées à genoux est publiée par MM. de Humboldt et Bonpland, dans leur ouvrage intitulé Vues des Cordillères, qu'ils ont dédié à Visconti.
- Mémoire sur des ouvrages de sculpture du Parthénon et de quelques édifices de l'Acropole à Athènes, et sur une épigramme grecque, etc. (Paris, Dufart, 1818, in - 8°).
- Mémoires lus à l'Académie royale des inscriptions et belles-lettres :
  - Dissertation sur le trône de Jupiter à Olympie ;
  - Note sur le pied romain ;
  - Note sur des inscriptions trouvées à Carrouges ;
  - Note sur des inscriptions trouvées à Athènes, et communiquées par M. Fauvel ;
  - Note sur le char funèbre d'Alexandre. Ce dernier ouvrage que l'auteur s'était proposé de publier, devait être accompagné de gravures ;
- Environ cent articles composés pour le Dictionnaire que prépare l'académie royale des beaux-arts de l'Institut, entre lesquels se trouvent :
  - Amphithéâtre,
  - Antique,
  - Arc de triomphe,
  - Anneau,
  - Bague,
  - Basilique,
  - Camée,
  - Cirque,
  - Cadran solaire,
  - Fontaine,
  - Hermès,
  - Lycée,
  - Symbole,
  - etc.
- Trois articles insérés dans la Biographie universelle :
  - Cléomènes,
  - Eckhel,
  - Fabretti ;
- Sept articles insérés dans le Journal des savants, dont il était un des collaborateurs :
  - La restitution et la traduction, accompagnées d'un commentaire, d'une inscription découverte en Grèce par le colonel Leak, renfermant une lettre de Titus Quinctius Flamininus vainqueur du dernier Philippe, roi de Macédoine, à la ville de Cyrélies, dans la Thessalie (septembre 1816),
  - une Dissertation sur une médaille de Thermuse, femme de Phraatès IV, roi des Parthes (décembre 1817),
  - sur le XIVe des Oracles sibyllins, découvert par M. l'abbé Mai (mai 1818), etc. XII ;
- Mémoire sur un groupe antique, représentant Apollon et Hyacinthe, publié par M. Ch. Fea, à Rome, dans les Effemeridi letterarie, en 1826 ;
- Visconti a laissé, en outre, une grande quantité de manuscrits, consistant en des ouvrages inédits et beaucoup d'autres achevés. L'administration de la Bibliothèque royale a acquis cette précieuse collection. On y remarque :
  - Description des pierres gravées composant- la collection du prince Poniatowski ;
  - Note sur les formes des vases dits étrusques,
  - Note sur d'anciennes monnaies d'argent propres à des familles romaines,
  - Note sur Timée de Locres,
  - Note sur l'opinion de Bailly, relative à l'existence d'un peuple antédiluvien,
  - Note sur un autel de marbre, dédié aux dieux Lares,
  - Note sur l'état de la littérature romaine en 1786,
  - Note sur les Noces aldobrandines,
  - Note sur la statue de Pompée dite de Spada,
  - Note sur le vase Barberini, aujourd'hui de Portland,
  -  sur l'Iliade,
  - sur des étymologies tirées de l'hébreu, etc,
  - etc.

- Posthume :
  - Notices sur la Villa Borghese, publiées à Rome en 1821, par M. Vincent Féoli, sous le titre de Illustrazioni di monumenti scelti Borghesiani, M. Gio-Gherardo de Rossi, savant distingué, et M. Stefano Piale en ont dirigé l'édition.
  - Œuvres diverses, italiennes et françaises, d'Ennius Quirinus Visconti, recueillies et publiées par le docteur J. Labus (tomes I, II, III, Milan, 1827-1830, in-8.°)[2]

## Honneurs et hommages
De son vivant, Visconti a reçu plusieurs décorations et titres : 
- camériers d'honneur du Pape (1771) ;
- Chevalier de l'Empire le 2 juillet 1808 ;
- Chevalier de la Légion d'honneur[Quand ?]
- Chevalier de l'Ordre de la Réunion[Quand ?];
- Visconti est fait Marquis sous la Restauration française (retour d'un titre ancien) ;

Au décès de Visconti, plusieurs hommages lui furent rendus : 
- Lors de son enterrement, le secrétaire perpétuel de l'Académie des beaux-arts et un membre de l'Académie des inscriptions et belles-lettres prononcèrent sur sa tombe des discours qui ont été répétés en diverses langues (Moniteur du 11 février 1818) ;
- En Italie, plusieurs académies savantes consacrèrent des séances à honorer la mémoire de l'érudit : le 5 mars 1818, à l'Académie pontificale d'archéologie romaine, où M. Gio-Gherardo de Rossi, correspondant de l'Institut de France, prononça un éloge ; en mars 1818 à l'Académie de Saint-Luc ; le 26 juillet 1818 et le 1er janvier 1819 à Bologne. Lors de cette dernière cérémonie, le discours fut prononcé par Dionigi Strocchi (it).
- En France, un éloge fut prononcé par M. Dacier, secrétaire perpétuel de l'Académie des inscriptions et belles-lettres, lors d'une séance publique de l'Institut de France, le 28 juillet 1820. Le 7 octobre 1820, un autre hommage fut rendu par M. Quatremère de Quincy, secrétaire perpétuel de l'Académie des beaux-arts.

Plusieurs sculptures conservent la mémoire de Visconti : son tombeau au cimetière du Père-Lachaise est orné d'un buste sculpté par David d'Angers (financé par la famille de Visconti et M. Collot, directeur de la Monnaie de Paris). Un autre buste, en marbre, également de David d'Angers, est conservé au Musée du Louvre depuis 1853. Enfin, le visage de l'archéologue compte parmi une série de figures sculptées sur une façade du Palazzo Brentani à Milan.
Il y a une médaille pour Visconti dans le cadre de la "Galerie métallique des grands hommes français".

#### Sources et travaux anciens
- Biographie universelle, ancienne et moderne, ou Histoire, par ordre alphabétique, de la vie publique et privée de tous les hommes qui se sont fait remarquer par leurs écrits, leurs actions, leurs talents, leurs vertus ou leurs crimes: ouvrage entièrement neuf. Par Joseph-François Michaud & Louis-Gabriel Michaud, Collaborateur Michaud frères. Publié chez Michaud frères, 1827.
- Dictionnaire historique, ou histoire abrégée de hommes qui se sont fait un nom par leur génie, leurs talens, leurs vertus, leurs erreurs or leurs crimes, depuis le commencement du monde jusqu'à nos jours: ou histoire abrégée des hommes qui se sont fait un nom par leur génie, leurs talens, leurs... Par François-Xavier de Feller (1735-1802), Publié par chez L. Lefort, 1833.

#### Historiographie scientifique
- Francis Haskell et Nicholas Penny, « Giambattista Visconti and his brilliant son », in Taste and the Antique: the Lure of Classical Sculpture 1500-1900 (Yale University Press) 1981, p. 61. trad. franç. de François Lissarague, Pour l'amour de l'antique : la statuaire gréco-romaine et le goût européen : 1500-1900, Paris, Hachette, 1988.
- Piero Treves, « Ennio Quirino Visconti », dans Idem, Lo Studio dell’Antichità classica nell’Ottocento. I, La Nuova Storia, Milan et Naples, Riccardo Ricciardi, 1962, p. 3-73.
- Giuseppe Castellani, « Un fanciullo prodigio. Ennio Quirino Visconti (1751-1818) », Strenna dei Romanisti, XXXII, 1971, p. 82-86.
- Angela Marino,« La conoscenza scientifica come confronto. Ennio Quirino Visconti e l’enciclopedia dell’antico », Metamorfosi, 1/2, 1985, p. 31-36.
- Fabio Marco Apollonj Ghetti, « Ennio Quirino Visconti « Console romano » », La Critica sociologica, 92, 1990, p. 88-109.
- Daniela Gallo, « Ennio Quirino Visconti e il restauro della scultura antica tra Settecento e Ottocento », dans Patrick Kragelund et Mogens Nykjær (dir.), Thorvaldsen L’ambiente l’influsso il mito, Rome, L’Erma di Bretschneider, 1991, p. 101-122.
- Daniela Gallo, « L’ideologia imperiale e l’Iconographie ancienne di Ennio Quirino Visconti », dans Ideologie e patrimonio storico-culturale nell’età rivoluzionaria e napoleonica. A proposito del trattato di Tolentino, actes de colloque (Tolentino, 18-21 septembre1997), Rome, Ministero per i Beni e le Attività Culturali, 2000, p. 55-77.
- Giuliana Calcani, « Ennio Quirino Visconti tra antiquaria e archeologia », dans Ferdinando Mazzocca et Gianni Venturi, dir., Antonio Canova. La cultura figurativa e letteraria dei grandi centri italiani, I, Venezia e Roma, Bassano del Grappa, Istituto di ricerca per gli studi sul Canova e il Neoclassicismo, 2005, p. 103-113.
- Daniela Gallo, « Visconti, Ennio Quirino », dans Dictionnaire critique des historiens de l'art actifs en France de la Révolution à la Première Guerre mondiale, Paris, Institut national d'histoire de l'art. [En ligne]